# 명덕고등학교 (경남)
명덕고등학교(明德高等學校)는 대한민국 경상남도 함안군 가야읍 도항리에 있는 사립 고등학교이다.

## 학교 연혁
- 1951년 8월 30일 : 향촌 윤효량 박사가 무지, 빈곤, 질병의 타파라는 건학 이념으로 함안군내 4개의 고등학교와 5개의 중학교를 설립
- 1966년 3월 30일 : 함안여자고등학교 설립[3학급]
- 1978년 3월 1일 : 함안여자상업고등학교 교명 변경
- 1990년 3월 1일 : 함안여자종합고등학교 교명 변경
- 1991년 3월 1일 : 함안여자상업고등학교 교명 변경
- 2000년 3월 1일 : 함안여자고등학교 교명 변경
- 2001년 3월 1일 : 명덕고등학교 교명 변경
- 2016년 4월 30일 : 급식소 현대화[증·개축 공사]
- 2019년 3월 1일 : 목련관(여자기숙사) 개관
- 2019년 3월 1일 : 자율학교 지정(~2022.2.28.)
- 2019년 3월 1일 : 고교학점제 선도학교 지정(~2022.2.28.)
- 2021년 3월 1일 : 제12대 김민주 교장 부임
- 2022년 12월 29일 : 제55회 114명 졸업(누계 9,101명)
- 2023년 3월 1일 : 인공지는(AI) 교육 선도학교 운영(~2026.2.28.)
- 2023년 3월 2일 : 2023학년도 신입생 118명 입학

## 참고 자료
- 명덕고등학교 - 한국교육학술정보원 학교알리미